# Колин Хувер
Колин Хувер (енгл. Colleen Hoover; Салфур Спрингс, Тексас, 11. децембар 1979) је савремена америчка књижевница, ауторка једанаест романа и пет новела.

## Биографија
Колин Хувер је рођена 11. децембра 1979. године у Сулфур Спрингсу у Тексасу. У Салтилу (Тексас) је одрасла и завршила средњу школу (1998. год.). У току 2000. године се удала за Хита Хувера, са којим је и данас у браку и имају три сина. Пре него је започела књижевну каријеру бавила се пословима социјалног радника и наставничким пословима. Крајем 2011. године започела је писање свог првог романа енгл. Slammed који је неколико месеци након објављивања на нету, од стране познате књижевне блогерке био оцењен са пет звездица. То је била прекретница ка њеном успеху у књижевном раду.

## Награде и признања
За свој рад Колин Хувер је добила бројне награде, а најзначајније су: 
- УтопЈА (енгл. UtopYA Con Awards) за роман Можда једног дана (енгл. Maybe Someday) за 2014. годину
- Гудридс Чоис Авард за роман Исповест (енгл. Confess) за 2015. годину
- Гудридс Чоис Авард за роман Завршава са нама (енгл. It Ends With Us) за 2016. годину
- номинација за Гудридс Чоис Авард за роман Залупљен (енгл. Slammed) за 2012. годину
- номинација за Гудридс Чоис Авард за роман Губећи наду (енгл. Losing Hope) за 2013. годину
- номинација за Гудридс Чоис Авард за роман Та девојка (енгл. This Girl) за 2013. годину

Њени романи су више пута били на листи најпродаванијих књига Њујорк тајмса.

### Серија Залупљени (енгл.)
1. Залупљен (енгл. Slammed) (2012), књ. 1
2. Тачка повлачења (енгл. Point of Retreat) (2012), књ. 2
3. Та девојка (енгл. This Girl) (2013), књ. 3

### СеријаБезнадежни(енгл.)
1. Безнадежни (енгл. Hopeless) (2012);  198165260
2. Губећи наду (енгл. Losing Hope) (2013)
3. Проналажење Пепељуге (енгл. Finding Cinderella) (2013)
4. Проналажење савршеног (енгл. Finding Perfect) (2020)

### СеријаМожда једног дана(енгл.)
1. Можда једног дана (енгл. Maybe Someday) (2014)
2. Можда не (енгл. Maybe Not) (2014)
3. Можда сад енгл. Maybe Now) (2018)

### СеријаНикад Никад(енгл.)
1. Никад Никад: комплетна серија (енгл. Never Never: the complete series) (2015)

### Самосталне књиге
1. Кости срца (енгл. Heart Bones) (2020)
2. Жалим за тобом (енгл. Regretting You) (2019)
3. Верити (енгл. Verity) (2018) ;  34395145
4. Завршава са нама (енгл. It Ends with Us) (2016) ;  283339788
5. Сурова љубав (енгл. Ugly Love) (2014) ;  265431052
6. Сви ваши савршени (енгл. All your Perfects) (2018)
7. Новембар 9 (енгл. November 9) (2015)
8. Исповест (енгл. Confess) (2015)
9. Без заслуга (енгл. Without Merit) (2017)
10. Прекасно (енгл. Too Late) (2016)